# Río Onza (afluente del Bembézar)
El río Onza es un río del suroeste de la península ibérica, perteneciente a la cuenca hidrográfica del Guadalquivir, que discurre por las provincias de Badajoz, Sevilla y Córdoba (España). 

## Curso
El río Onza nace en Sierra Morena, cerca de la población extremeña de Malcocinado. Realiza un recorrido en sentido oeste-este en su tramo alto para girar en dirección noroeste-sudeste y sudoeste-nordeste en sus tramos más bajos, a lo largo de unos 32 km a través de los términos municipales de Azuaga y Alanís hasta su desembocadura en la margen derecha del río Bembézar en el término de Hornachuelos.

## Fauna
Entre las especies presentes en el Sotillo destacan el barbo del sur, el calandino, la pardilla y la colmilleja.